# Кастель-Сан-Лоренцо
Кастель-Сан-Лоренцо (итал. Castel San Lorenzo) — коммуна в Италии, располагается в регионе Кампания, в провинции Салерно.
Население составляет 2506 человек, плотность населения составляет 201 чел./км². Занимает площадь 14 км². Почтовый индекс — 84049. Телефонный код — 0828.
Покровителем коммуны почитается святой Иоанн Креститель. Праздник ежегодно празднуется 24 июня.